# Sven Ingels
Sven Ingels, född 1889, död 1934, var en svensk skådespelare.

## Filmografi
- 1923 – Gamla gatans karneval
- 1923 – Anderssonskans Kalle på nya upptåg
- 1924 – Ödets man
- 1924 – Löjen och tårar
- 1925 – Skärgårdskavaljerer
- 1926 – Sven Klingas levnadsöde

## Teater

### Roller
| År   | Roll | Produktion                                         | Regi             | Teater           |
| ---- | ---- | -------------------------------------------------- | ---------------- | ---------------- |
| 1920 |      | Resan till Kina Eugène Labiche och Alfred Delacour |                  | Folkets teater   |
| 1922 |      | Med pukor och trumpeter, revy Karl-Ewert           |                  | Kristallsalongen |
| 1923 |      | Skvallerspegeln, revy Karl-Ewert                   |                  | Kristallsalongen |
| 1924 |      | Kom som du ä', revy Karl-Ewert och Gösta Stevens   | Nils Johannisson | Kristallsalongen |